# Coelioxys squamosoides
Coelioxys squamosoides är en biart som beskrevs av Pasteels 1968. Coelioxys squamosoides ingår i släktet kägelbin, och familjen buksamlarbin. Inga underarter finns listade i Catalogue of Life.